# Лобато, Хуан Хосе
Хуан Хосе Лобато дель Валье (исп. Juan José Lobato del Valle; род. 30 декабря 1988, Требухена, провинция Кадис, автономное сообщество Андалусия, Испания) — испанский профессиональный шоссейный велогонщик, выступающий за команду Nippo–Vini Fantini.

## Достижения
2006
- 1-й  - Чемпион Испании по шоссейному велоспорту среди юниоров в групповой гонке

2011
- 1-й на Circuito de Getxo
- 7-й на Trofeo Mallorca
- 10-й на Классика Альмерии

2012
- 1-й на этапах 2 и 4 Vuelta Ciclista de Chile
- 1-й на этапе 5 Тура озера Цинхай

2013
- 1-й на Circuito de Getxo
- 1-й на этапе 2 Вуэльта Кастилии и Леона
- 4-й на Классика Альмерии
- 6-й на Vuelta a La Rioja

2014
- 1-й на этапе 1 Вуэльта Бургоса
- 2-й на Классика Альмерии
- 2-й на Туре Валлонии — ГК
  - 1-й на этапе 3
- 4-й на Gran Premio Nobili Rubinetterie
- 4-й на Милан — Сан-Ремо
- 8-й на Классика Гамбурга

2015
- 1-й на этапах 2 и 5 Вуэльта Андалусии
- 1-й на этапе 2 Тура Даун Андер
- 2-й на People's Choice Classic
- 2-й на Circuito de Getxo
- 2-й на Классика Альмерии
- 4-й на Gran Premio Nobili Rubinetterie

2016
- 1-й  на Вуэльта Мадрида — ГК
  - 1-й  — ОК
  - 1-й на этапе 1
- 3-й на Тур Дубая — ГК
  - 1-й на этапе 3
- 3-й на Кольцо Сарта
- 4-й на Джиро дель Пьемонте

2017
- 1-й на этапе 1 Tour de l'Ain
- 6-й на Эшборн — Франкфурт

2018
- 10-й на Эшборн — Франкфурт

| ГК | Генеральная классификация |
| ОК | Очковая классификация     |